# 앙꾸꾸에
앙꾸꾸에(민난어: âng-ku-kóe, 중국어 간체자: 红龟粿, 정체자: 紅龜粿, 병음: hóngguī guǒ 훙구이궈[*], 한자음: 홍귀과) 또는 풍판(하카어: fùng-pán, 중국어 간체자: 红粄, 정체자: 紅粄, 병음: hóngbǎn 훙반[*], 한자음: 홍판)은 중국 남부의 쌀떡이다.# 중화권뿐만 아니라 말레이시아, 싱가포르, 인도네시아, 필리핀, 태국 등 동남아시아에서도 즐겨 먹는 명절 음식이다.
말레이시아에서는 앙 쿠 쿠이(말레이어: ang ku kuih)로 불리며, 쿠이의 하나로 여겨진다.
인도네시아에서는 쿠에 쿠(인도네시아어: kue ku)나 쿠에 톡(인도네시아어: kue tok)으로 불리며, 쿠에의 하나로 여겨진다.
태국에서는 카놈 앙꾸(태국어: ขนมอังกู๊)나 카놈 따오(태국어: ขนมเต่า)로 불린다.

## 같이 보기
- 녠가오